# Go Girl (Pitbull)
Go Girl è un brano musicale del cantante statunitense Hip Hop Pitbull.

## Classifiche

### Classifiche internazionali
| Chart (2007)                     | Posizione più alta |
| -------------------------------- | ------------------ |
| U.S. Billboard Hot 100           | 83                 |
| U.S. Billboard Pop 100           | 64                 |
| U.S. Billboard Hot Digital Songs | 46                 |